# 常総鉄道キホハ51形気動車
常総鉄道キホハ51形気動車（じょうそうてつどう キホハ51がたきどうしゃ）は、常総鉄道（関東鉄道の前身）が1932年（昭和7年）に導入した気動車である。常総鉄道時代に製造され、常総筑波鉄道を経て関東鉄道まで使用され、1970年（昭和45年）8月31日に廃車となった。

## 概要・運用
この車両は、常総鉄道が1931年（昭和6年）年に新潟鐵工所に発注し、同年1月26日にキホハ51・52の2両が竣工した。これより前に竣工したキハ11形（定員40人）やキハ13形（定員60人）に比べて、定員がさらに増えて70人となった。その後、1942年に常総鉄道が筑波鉄道と合併して常総筑波鉄道となったのに伴って常総筑波鉄道の所有となり、キホハ52は1951年4月に筑波線に転属し、1956年2月にキハ313に改番したが、同年8月に常総線に再転属し、機関を撤去して付随客車化したうえで、乗務員扉も撤去してコハフ52となった。キホハ51は1954年に機関を撤去して付随客車となりコハフ51に改番した。1959年4月には両車ともキサハ51・52に改番され、1965年に常総筑波鉄道が鹿島参宮鉄道と合併して関東鉄道が発足すると、関東鉄道の所有になったが、1970年8月31日付で廃車となった。廃車時には定員が80人（座席38人）に増えており、自重もエンジンを撤去したからか0.5 t減っている。

## 車両年表

### キホハ51
- 1931年（昭和6年）
  - 常総鉄道が新潟鐵工所に発注。
  - 12月24日 - 車両設計変更。「瓦斯輪客車設計変更の件」[5]
- 1932年（昭和7年）
  - 1月26日 - 竣工[1]。
- 1942年（昭和17年）
  - 3月20日 - 常総鉄道と筑波鉄道が合併。常総筑波鉄道の所有となる。
- 1954年（昭和29年）
  - 12月 - 機関を撤去。コハフ51に改番[3]。（乗務員扉も撤去か）
- 1959年（昭和34年）
  - 4月 - キサハ51に改番[3]。
- 1965年（昭和40年）
  - 6月1日 - 常総筑波鉄道と鹿島参宮鉄道が合併。関東鉄道の所有となる。
- 1970年（昭和45年）
  - 8月31日 - 廃車[4]。

### キホハ52
- 1931年（昭和6年）常総鉄道が新潟鐵工所に発注。
  - 12月24日 - 車両設計変更。「瓦斯輪客車設計変更の件」[5]
- 1932年（昭和7年）
  - 1月26日 - 竣工[1]。
- 1942年（昭和17年）
  - 3月20日 - 常総鉄道と筑波鉄道が合併。常総筑波鉄道の所有となる。
- 1951年（昭和26年）
  - 4月 - 筑波線に移籍[2]。
- 1956年（昭和31年）
  - 2月 - キハ313に改番[2]。
  - 8月 - 常総線に移籍。機関と乗務員扉を撤去し、コハフ52に改番[2]。
- 1959年（昭和34年）
  - 4月 - キサハ51に改番[3]。
- 1965年（昭和40年）
  - 6月1日 - 常総筑波鉄道と鹿島参宮鉄道が合併。関東鉄道の所有となる。
- 1970年（昭和45年）
  - 8月31日 - 廃車[4]。